# Notostira elongata
Notostira elongata (synoniem: Cimex elongata) is een wants uit de familie Miridae, de blindwantsen. De soort werd voor het eerst wetenschappelijk beschreven door Étienne Louis Geoffroy in 1785. 

## Uiterlijk
De langgerekte wants kan 6 tot 8,5 mm lang worden en valt door zijn kleur en vorm niet op tussen het gras. De soort is altijd langvleugelig (macropteer) en heeft opvallend lange achterpoten en antennes. De mannetjes zijn geelgroen met over de hele lengte in het midden een zwarte streep en op de kop twee lichte vlekken. Het vrouwtje is geler van kleur en de duidelijke zwarte streep ontbreekt waardoor die sterk lijkt op Megaloceroea recticornis. Bij die laatste zijn de zwarte haartjes op het eerste antenne segment en de schenen echter kort en stekelig, terwijl Notostira elongata daar langere zachte haartjes heeft. Verder is de soort te verwarren met het vrouwtje van  Stenodema laevigata; die heeft echter puntjes op het halsschild.

## Levenswijze
De soort kent twee generaties per jaar, de paring vindt plaats in de winter en de eitjes ontwikkelen zich in de lente. De volwassen wantsen kunnen gevonden worden van mei tot juli en de tweede generatie vanaf augustus. De eerste eitjes worden in april afgezet op de waardplant, grassen en granen zoals bijvoorbeeld beemdgras, struisgras, zwenkgras, kweekgras, rogge en tarwe.

## Verspreiding en voorkomen
Notostira elongata is in Nederland vrij algemeen op droge plaatsen met grassen en granen en kan overal in Noord-Afrika, Azië en Europa gevonden worden, (met uitzondering van Albanië, Andorra, Bosnië en Herzegovina).

## Afbeeldingen

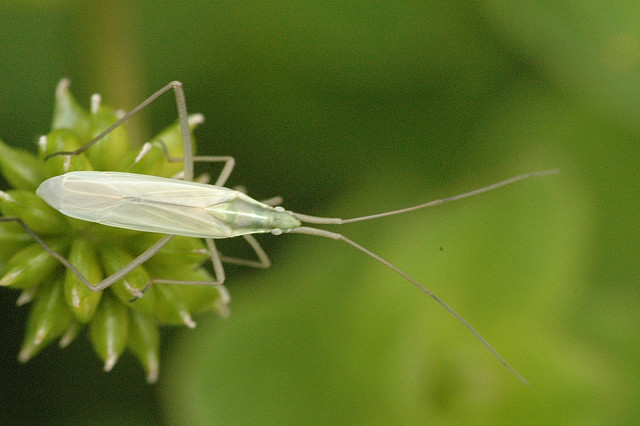
vrouwtje
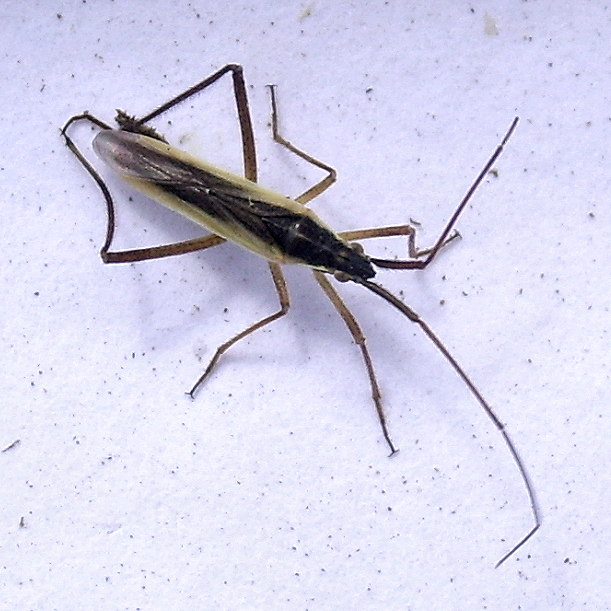
mannetje
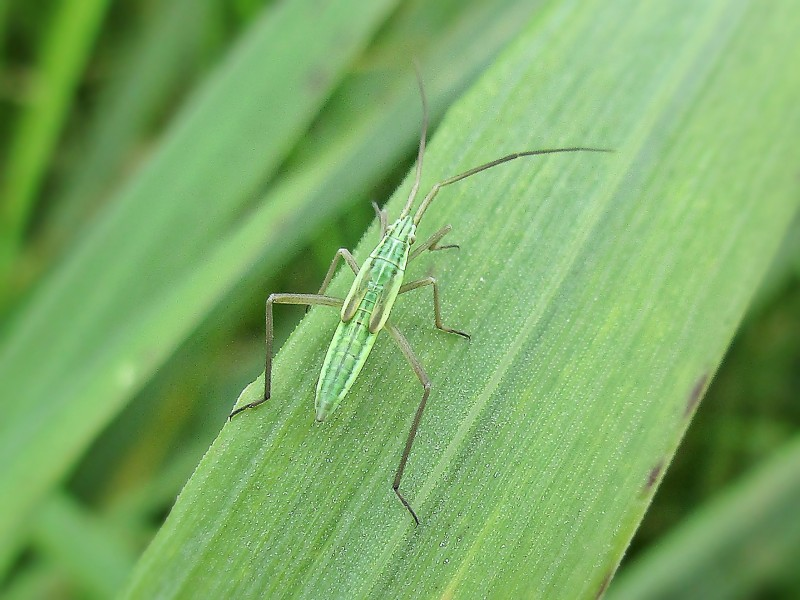
nimf